# (117657) Jamieelsila
(117657) Jamieelsila est un astéroïde de la ceinture principale.

## Description
(117657) Jamieelsila est un astéroïde de la ceinture principale. Il fut découvert le 10 mars 2005 à Mont Lemmon par Mount Lemmon Survey. Il présente une orbite caractérisée par un demi-grand axe de 2,30 UA, une excentricité de 0,19 et une inclinaison de 1,2° par rapport à l'écliptique.